# Islamische Universität Imam Shafi'i
Die Islamische Universität Imam Shafi'i (russisch Университет имени Имама Шафии Uniwersitet imeni Imama Schafii; Abkürzung IUIS) Anm. ist eine Islamische Universität in Machatschkala, der Hauptstadt der russischen Republik Dagestan.

## Allgemeines

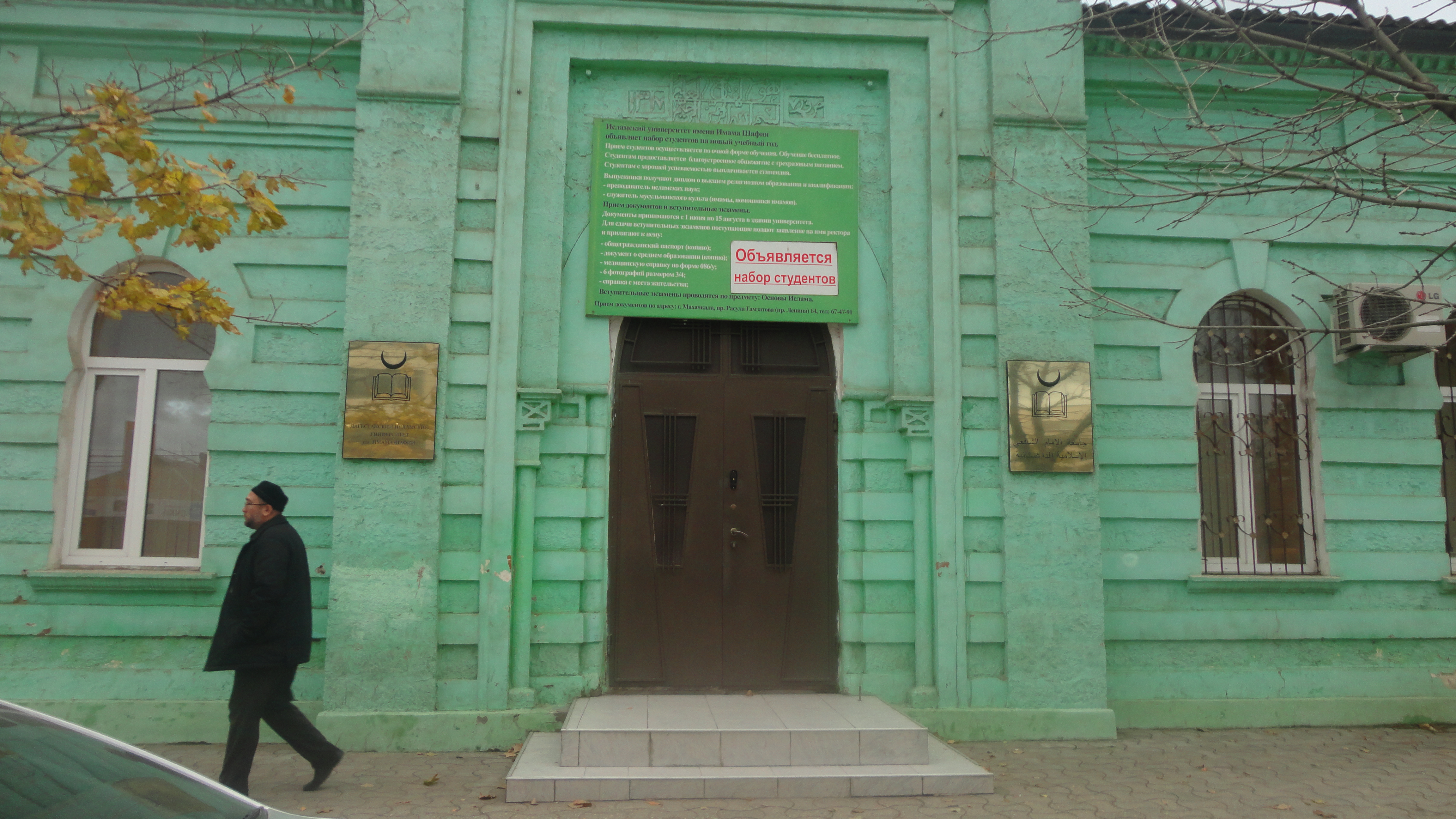
Gebäude der IUIS in Machatschkala

Sie befindet sich auf der Rassul-Gamsatow-Allee (Проспект Расула Гамзатова), einer früher nach Lenin benannten Straße. Ihr Rektor ist Murtasali Abdulmanapowitsch Karatschajew (Муртазали Абдулманапович Карачаев).
Sie wurde in den 1990er Jahren gegründet.
Sie ist nach dem islamischen Rechtsgelehrten asch-Schāfiʿī benannt, auf den eine eigene Rechtsschule (madhhab) zurückgeführt wird, die als schāfiʿitisch bezeichnet wird.
Das Gebäude der ehemaligen Madrasa, in dem sich die Islamische Universität befindet, wurde im Jahr 1899 errichtet.
Ihre Webseite zufolge hat sie nur eine Fakultät, die Fakultät für Islamwissenschaften, und zwei Lehrstühle, einen für Islamwissenschaft, den anderen für Lehrstuhl für Geisteswissenschaften, Sozialökonomie und Naturwissenschaften.
Zu ihren Hauptzielen der Islamischen Universitäten in Naltschik und Machatschkala zählen den Autoren Dimitilla Sagramoso und Akhmet Yarlykapov zufolge die Schaffung eines

“unified system of Islamic education for the training of Islamic scholars, imams, and Islamic teachers, and also to provide high-level Islamic education for young individuals inside Russia, and in this way reduce the number of students whishing go to abroad to study Islam.”

Wie Shamil Shikhaliev berichtet, war das Kontingent der Studenten zu seinen Studienzeiten dort sehr vielfältig, sowohl was das Alter als auch die ethnische Zugehörigkeit betrifft: “Wir hatten Karatschaier, Balkaren, Tschetschenen, Inguschen und natürlich Vertreter der verschiedenen ethnischen Gemeinschaften in Dagestan: Awaren, Kumyken, Darginer, Laken, Tabassaranen, Lesgier und andere”.